# Ангостура (Синалоа)
Ангостура (исп. Angostura) — город в Мексике, в штате Синалоа, входит в состав и является административным одноимённого муниципалитета. Численность населения, по данным переписи 2010 года, составила 5086 человек.

## Общие сведения
Название Angostura с языка науатль можно перевести как длинная вода или длинная лагуна.